# Андреа Тьєцці
Андреа Тьєцці (ісп. Andrea Tiezzi; нар. 26 листопада 1964) — колишня аргентинська тенісистка.
Найвищу одиночну позицію світового рейтингу — 138 місце досягла 31 січня 1983, парну — 123 місце — 22 січня 1990 року.
Найвищим досягненням на турнірах Великого шолома було 2 коло в парному розряді.

## Фінали ITF

### Одиночний розряд (1–5)
| Результат | Ранг | Дата            | Турнір                           | Покриття | Суперниця               | Рахунок       |
| --------- | ---- | --------------- | -------------------------------- | -------- | ----------------------- | ------------- |
| Поразка   | 1.   | 2 вересня 1984  | Бад-Герсфельд, Західна Німеччина | Ґрунт    | Леа Піхова              | 2–6, 0–6      |
| Поразка   | 2.   | 16 вересня 1985 | Лорка, Іспанія                   | Ґрунт    | Геллас тер Рієт         | 6–2, 1–6, 3–6 |
| Поразка   | 3.   | 10 серпня 1986  | Леон (Мексика), Мексика          | Ґрунт    | Клаудія Ернандес        | 0–6, 4–6      |
| Поразка   | 4.   | 12 жовтня 1986  | Медельїн, Колумбія               | Ґрунт    | Лусіана Корсато-Овсянка | 6–3, 5–7, 3–6 |
| Перемога  | 1.   | 29 червня 1987  | Мехіко, Мексика                  | Тверде   | Карін Баккум            | 6–1, 7–5      |
| Поразка   | 5.   | 15 жовтня 1989  | Мобіл (Алабама), США             | Тверде   | Дженніфер Сентрок       | 3–6, 4–6      |

### Парний розряд (2–11)
| Результат | Ранг | Дата              | Турнір                            | Покриття | Партнерка          | Суперниці                               | Рахунок       |
| --------- | ---- | ----------------- | --------------------------------- | -------- | ------------------ | --------------------------------------- | ------------- |
| Поразка   | 1.   | 25 серпня 1984    | Реда-Віденбрюк, Західна Німеччина | Ґрунт    | Беатріс Вільяверде | Андреа Голікова Ольга Вотавова          | 5–7, 4–6      |
| Поразка   | 2.   | 1 квітня 1985     | Буенос-Айрес, Аргентина           | Ґрунт    | Габріела Моска     | Маріана Перес-Рольдан Патрісія Тарабіні | 6–7, 4–6      |
| Поразка   | 3.   | 27 липня 1986     | Мехіко, Мексика                   | Ґрунт    | Габріела Моска     | Памела Джанг Джуді Ньюмен               | 6–3, 5–7, 6–7 |
| Поразка   | 4.   | 28 вересня 1986   | Каракас, Венесуела                | Тверде   | Габріела Моска     | Трейсі Блументрітт Бренда Німаєр        | 3–6, 6–4, 0–6 |
| Перемога  | 1.   | 12 жовтня 1986    | Медельїн, Колумбія                | Ґрунт    | Андреа Віейра      | Трейсі Блументрітт Бренда Німаєр        | 4–6, 6–0, 6–2 |
| Перемога  | 2.   | 11 травня 1987    | Лі-он-зе-Солент, Велика Британія  | Ґрунт    | Валда Лейк         | Ілана Бергер Тітія Вілмінк              | 6–3, 6–2      |
| Поразка   | 5.   | 14 вересня 1987   | Медельїн, Колумбія                | Ґрунт    | Макарена Міранда   | Лусіана Телла Андреа Віейра             | 6–4, 5–7, 3–6 |
| Поразка   | 6.   | 21 вересня 1987   | Ліма, Перу                        | Ґрунт    | Макарена Міранда   | Лусіана Телла Андреа Віейра             | 6–7, 3–6      |
| Поразка   | 7.   | 28 вересня 1987   | Сантьяго, Чилі                    | Ґрунт    | Макарена Міранда   | Мішель Штребель Патрісія Міллер         | 4–6, 2–6      |
| Поразка   | 8.   | 5 червня 1988     | Аоста, Італія                     | Ґрунт    | Габріела Моска     | Дженні Гудлінг Черіл Джонс              | 2–6, 4–6      |
| Поразка   | 9.   | 3 липня 1989      | Штутгарт, Західна Німеччина       | Ґрунт    | Лусіана Телла      | Анушка Попп Река Сіксаї                 | 5–7, 4–6      |
| Поразка   | 10.  | 27 листопада 1989 | Буенос-Айрес, Аргентина           | Ґрунт    | Флоренсія Лабат    | Інес Горрочатегі Марія Еухенія Ваго     | 3–6, 6–2, 4–6 |
| Поразка   | 11.  | 16 липня 1990     | Дармштадт, Німеччина              | Ґрунт    | Сімоне Шилдер      | Агнесе Густмане Євгенія Манюкова        | 4–6, 4–6      |